# 독일 이데올로기
《독일 이데올로기》(독일어: Die Deutsche Ideologie, 영어: The German ideology)는 1845년부터 1846년에 걸쳐 집필되었는데, 카를 마르크스와 프리드리히 엥겔스의 공동 저작이다. 제목의 Ideologie라고 하는 것은 관념론의 의미이다.  마르크스와 엥겔스는 헤겔 이래 독일 관념론적 견해에 대한 대립적 견해를 공동으로 정리하고, 그들 자신이 이전의 철학적 의식을 청산하려고 하였다. 이 공동작업은 1845년 여름부터 시작되었고 《독일 이데올로기》는 헤겔 이후의 독일 철학과 독일 사회주의를 비판한다. 

## 내용
아무리 혁신적인 서구 사상도 그것이 낙후된 독일에 들어오면 그 사상을 낳은 사회 기반으로부터 유리되어 단지 이론적인 문제로만 취급되고 해석된다. 이 점에 독일 이데올로기(철학적 의식)가 추상적·비현실적이며 구체성이 없는 철학적 공론에 빠지는 이유가 있다고 지적하며, 마르크스는 비판을 통해서 실천적인 사회적·역사적 인간을 참된 인간으로 제시한다. 그러면 이러한 인간의 역사는 전체로서 어떠한 구조를 갖고 있는가? 마르크스에 의하면 물품의 생산과 관련되어 있는 인간관계, 그것이 역사의 기초이다. 그리고 이 기초를 근거로 하여 종교·철학·도덕 등의 의식형태가 결정된다. 곧 의식으로부터 생활이 나오는 것이 아니라, 거꾸로 생활로부터 의식의 여러 형태가 나오는 것이다. 그리고 이러한 관련에서 생산과정, 인간관계, 의식형태는 발전·전개되고 여러 단계를 밟게 된다. 역사를 이러한 발전단계로 파악하는 것이 참된 역사관이라는 것이다.

## 판본
<한국어 판본>
- Marx, K. / Engels, F., 《독일 이데올로기 I》, 김대웅 역, 두레, 1989.

## 같이 보기
- 독일 관념론
- 룸펜 프롤레타리아
- 지식사회학
- 청년 헤겔주의
- 청년 마르크스

## 참고 문헌
- 이 문서에는 다음커뮤니케이션(현 카카오)에서 GFDL 또는 CC-SA 라이선스로 배포한 글로벌 세계대백과사전의 내용을 기초로 작성된 글이 포함되어 있습니다.